# Philodromus immaculatus
Philodromus immaculatus är en spindelart som beskrevs av Denis 1955. Philodromus immaculatus ingår i släktet Philodromus och familjen snabblöparspindlar.
Artens utbredningsområde är Niger. Inga underarter finns listade i Catalogue of Life.